# 2012年夏季奧林匹克運動會美國代表團
2012年夏季奧林匹克運動會美國代表團參加2012年7月27日至8月12日在英國倫敦舉行的2012年夏季奧林匹克運動會。530名运动员参加25个大项、246个小项的争夺，其中女选手269名，是历史上第一次在人数上超过男选手，全队平均年龄27岁，年龄最大的是54岁的马术选手卡伦·奥康纳，最年轻的是15岁的游泳选手凯蒂·莱德基。代表团团长是美国女子篮球运动员、WNBA传奇球星特蕾莎·爱德华兹。
在本屆奧運中，美國重回獎牌榜的榜首。並以47面金牌創下自1968年墨西哥城奧運會以來，在非美國本土所舉行的奧運會上的最佳成績。